# 대세계백과사전
《대세계백과사전》(大世界百科事典)은 1972년 ~ 1973년에 태극출판사(太極出版社)에서 발행한 백과사전으로, 각 내용들을 분야별로 나누어 체계적으로 정리하였다. 1970년에 계획되어 1973년에 16권이 모두 간행되었으며, 각 분야의 16명의 편집위원을 중심으로 800여명의 집필자들이 참여하였다. 편집위원은 모두 당시의 전·현직 교수가 담당하였고, 집필자에는 백철, 양주동, 권영대 등 저명한 인사들도 다수 포함되었다.

### 권별 제목 및 집필자
모두 16권으로 되어 있다. (개정판 참조)
1. 정치 - 64명
2. 경제 - 45명
3. 법률 - 39명
4. 사상 - 55명
5. 역사 - 33명
6. 지리 - 31명
7. 문학 - 21명
8. 음악 - 14명
9. 미술 - 27명
10. 과학 - 17명
11. 사회 - 35명
12. 종교 - 44명
13. 교육 - 56명
14. 경영 - 57명
15. 기술 - 18명
16. 예능 - 48명

## 수상
- 1973년, 경향 양서 출판문화상 장려상 수상.[3]

## 같이 보기
- 글로벌 세계대백과